# Château de Bussière (Meudon)
Pour les articles homonymes, voir Château de Bussière.
Le château de Bussière est une grande bâtisse située dans le quartier de Bellevue à Meudon dans le département des Hauts-de-Seine. Il est situé au 17 avenue Eiffel. 
Le château a été construit en 1863 par le baron et la baronne de Bussière.
Le château a accueilli la Maison d'enfants de Sèvres à partir de 1950. 
En 2013, la société Steva rachète le château et y construit une résidence de luxe pour seniors, baptisée Villa Beausoleil de Meudon, inaugurée en mai 2019,,.